# Pithecia albicans
Pithecia albicans là một loài động vật có vú trong họ Pitheciidae, bộ Linh trưởng. Loài này được Gray mô tả năm 1860.